# 海研5号
| 船歴     | 船歴                                                                                       | 船歴                                                                                       |
| -------- | ------------------------------------------------------------------------------------------ | ------------------------------------------------------------------------------------------ |
| 進水     | 2011年6月10日                                                                              | 2011年6月10日                                                                              |
| 就航     | 2012年8月10日                                                                              | 2012年8月10日                                                                              |
| その後   | 2014年10月10日 事故により喪失                                                              | 2014年10月10日 事故により喪失                                                              |
| 性能諸元 |                                                                                            |                                                                                            |
| 排水量   | 2,700t                                                                                     | 2,700t                                                                                     |
| 全長     | 72.6m                                                                                      | 72.6m                                                                                      |
| 全幅     | 15.4m                                                                                      | 15.4m                                                                                      |
| 吃水     | 5.5m                                                                                       | 5.5m                                                                                       |
| 機関     | ガスエレクトリック1軸推進 1,831kW(AC)+412kW(DC) バウスラスター 600kW 発電機（1,550kW）×3基 | ガスエレクトリック1軸推進 1,831kW(AC)+412kW(DC) バウスラスター 600kW 発電機（1,550kW）×3基 |
| 速力     | 最大12ノット                                                                               | 最大12ノット                                                                               |
| 航続距離 | 12,000海里                                                                                 | 12,000海里                                                                                 |
| 行動日数 | 50日                                                                                       | 50日                                                                                       |
| 定員     | 乗員18名 + 研究者30名                                                                      | 乗員18名 + 研究者30名                                                                      |

海研5号は台湾の海洋調査船である。
台湾の国家実験研究院(NARLabs)が保有し、その傘下の海洋科技研究中心(TORI)によって運用された。
TORIは海研5号の就役時点で海研1号、2号、3号の調査船を運用しており、海研5号は4隻目となる最新の海洋調査船としてこれに加わったが、就役から2年後の2014年10月10日に悪天候下の座礁事故によって沈没した。

## 概要
2008年に高雄市の中信造船に発注され2011年6月に進水。建造費は14億6000万台湾元であった。
2012年8月10日に呉敦義副総統臨席の完成式典が行われ、同月より運用を開始した。母港は高雄市の興達港である。　
海洋学・海洋生物学など海洋環境に関わる科学研究全般とともに、メタンハイドレートなどの資源探査や、海上風力発電建設の事前調査などエネルギー政策に関わる任務も担当した。
船体はダイナミックポジショニングシステムによって偏差5m以内の定点を維持し、強い季節風の中でも任務を遂行する能力を持つ。船内には各種研究室と採取コアの分析作業室を持ち、船上には20フィートコンテナラボを5つ搭載するスペースが設けられている。センサーとして海底マッピング用のマルチビームソナー、サイドスキャンソナー、超音波ドップラー流速計（ADCP）、海底下の地層を探査可能なマルチチャンネル地震システムを装備した。サンプル採集装置としては、20mピストンコアラー、採水器、プランクトン採集器などを搭載。マニピュレータを持つ遠隔操作無人探査機（ROV）は水深3,000mまで潜水可能である。

## 沈没事故
大気中の粒子状汚染物質に関する調査のため、2014年10月9日に安平港を出港して金門へ向かった海研5号は、10日夕刻、中心気圧900ヘクトパスカルに達する強力な台風第19号（ヴォンフォン）接近による強風・波浪のなか澎湖島南東海域で暗礁に接触、右舷より浸水して沈没した。海岸巡防署の巡視船4隻とヘリコプターによって悪天候下の救助活動が行われ、乗船していた45名を収容して病院へ搬送したが、うち死亡2名の犠牲者が出た。